# Дворец Лирия
Дворец Лирия — родовой дворец Герцогов Альба. Находится в Мадриде, Испания.
Это большое отдельно стоящее здание, расположенное по адресу Calle de la Princesa 20, Calle de las Negras 1 и Calle Mártires de Alcalá 2 в окружении пышного сада. Первым проектом, выполненным в 1762 году, была работа французского архитектора Гильберта для дона Якобо Фитц-Джеймса Стюарта, III герцога Берика и Лирии (1718—1785). С 1770 года работы продолжил Вентура Родригес (1717—1785), который заменил Луи Гильберта, завершив здание в неоклассическом стиле, прямоугольное, вытянутое и компактное внутри. Работы были завершены в 1783 году. Дворец четырёхэтажный с двумястами комнатами.
Здание пострадало во время Гражданской войны в Испании. 17 ноября 1936 года авиация фашистских мятежников разрушила здание, сбросив 18 зажигательных бомб.
Английский архитектор сэр Эдвин Лаченс (1869—1944), в то время президент Лондонской королевской академии, предложил несколько реформ по заказу XVII герцога Альбы дона Хакобо Фитц-Джеймса Стюарта-и-Фалько. Лаченс спроектировал восстановление здания после окончания гражданской войны в Испании, но умер до начала работ, поэтому проект был выполнен Мануэлем Кабаньесом. Мануэль Кабаньес спланировал лестницу, холл и библиотеку, которые стали более роскошными после реконструкции, завершившейся до 1956 года.
Здание относится к культурному наследию Испании и охраняется законом. Во дворце расположена крупная частная коллекция европейского искусства. Также дворец примечателен своими архивом и библиотекой.